# Јован Укропина
Јован Укропина (Београд, 28. септембар 1980) српски је стрипар и илустратор, вишеструко награђиван за своја дела.

## Биографија
Дипломирао је на Вишој школи ликовних и примењених уметности у Београду. Од 1992. похађао је Школу стрипа и илустрације „Ђорђе Лобачев“ у Београду.
Објављивао је у часописима Вилајет, Тинк Танк, Стрип Пресинг, а дуги низ година реализује стрип „Невена“ који публикује у Блиц жени. У Француској му је објављен стрип албум „Là ou vivent les morts“ по сценарију Жана-Пјера Пекоа. Илустровао је многе књиге за „Народну књигу“, „Пчелицу“, Завод за уџбенике и наставна средства.
Сарађивао је са сценаристом Марком Стојановићем на више кратких стрипова из серијала „Вековници“ за које је добио неколико награда, међу којима су награда Политикиног Забавника, награда „IBBY“ на 44. Златном перу, Гран при на најважнијим регионалним стрип манифестацијама у Лесковцу и Београду.
Члан је Удружења стрипских уметника Србије и Радионице стрипа и илустрације „Ђорђе Лобачев“ .